# Hawkins (Wisconsin)
Hawkins – miasto w Stanach Zjednoczonych, w stanie Wisconsin, w hrabstwie Rusk.